# Limes danubiano
Per limes danubiano si intendeva il sistema di fortificazioni fluviali a difesa di tutti i territori a sud del corso del Danubio, oltre al "saliente" dacico contenuto nell'arco montuoso carpatico.

## Divisione interna dellimes
Tre erano i principali settori del limes romano danubiano:
- quello dell'alto-medio corso fluviale che comprendeva sia settore retico (creato dopo le campagne di Augusto in Vindelicia e Rezia nel 15 a.C., sviluppato ulteriormente con l'acquisizione degli Agri Decumates ad occidente a partire da Domiziano), sia quello norico (creato a partire dalla dinastia giulio-claudia, tra il 15 a.C. ed i 50 d.C.) sia quello pannonico (creato a partire dalle campagne di Tiberio degli anni 13-9 a.C.).
- quello del basso corso fluviale ovvero il limes moesicus (creato a partire dalle campagne del 30-29 a.C., condotte da un generale di epoca augustea).
- ed infine il "saliente" della Dacia romana (sviluppato con la sua conquista, voluta da Traiano, fino al suo abbandono, avvenuto con Aureliano nel 271 circa).

## Storia dellimesdanubiano dell'Impero romano
Il settore danubiano risulta essere più complesso da difendere, rispetto a quello renano, considerata anche la lunghezza dei due fiumi: il primo di 2.888 km, il secondo di 1.326 km, pari a poco meno della metà. Non a caso da Domiziano-Traiano in poi, il settore renano fu ridotto da 8 a 4 legioni, mentre quello danubiano fu aumentato da 6 a 12 (compresa la provincia della Dacia).

### Province/diocesigallo-germaniche
Qui sotto andremo ad analizzare questo settore settentrionale di limes, che difendeva le province che si affacciavano sul fiume Danubio e lungo il "saliente" dacico nel bacino dei Carpazi. Sarà, pertanto, opportuno, prima di effettuare un'accurata analisi della permanenza militare nell'area (con l'elencazione delle campagne militari, delle unità militari che soggiornarono nell'area e delle relative fortificazioni), cominciare con una breve sintesi della storia/formazione delle province sopra elencate.

#### Alto e medio corso del Danubio: dalla Rezia alla Pannonia, compreso l'Illyricum
| prima della conquista romana | Rezia (Reti e Vindelici) | Rezia (Reti e Vindelici) | Norico (Norici, Taurisci e Boi) | Norico (Norici, Taurisci e Boi) | Illiria (Illiri e Dalmati)               | Illiria (Illiri e Dalmati)               | Illiria (Illiri e Dalmati)               | Illiria (Illiri e Dalmati)               | Pannonia (Pannoni)                       | Pannonia (Pannoni)                       | Pannonia (Pannoni) | Pannonia (Pannoni) |
| dal 167/155 a.C.             | Rezia (Reti e Vindelici) | Rezia (Reti e Vindelici) | Norico (Norici, Taurisci e Boi) | Norico (Norici, Taurisci e Boi) | Illyricum                                | Illyricum                                | Pannonia                                 | Pannonia                                 | Pannonia                                 | Pannonia                                 |                    |                    |
| dal 15 a.C.                  | Retia                    | Retia                    | Norico (Norici, Taurisci e Boi) | Norico (Norici, Taurisci e Boi) | Illyricum                                | Illyricum                                | Pannonia                                 | Pannonia                                 | Pannonia                                 | Pannonia                                 |                    |                    |
| dal 9 a.C.                   | Retia                    | Retia                    | Norico (Norici, Taurisci e Boi) | Norico (Norici, Taurisci e Boi) | Illyricum (ampliato)                     | Illyricum (ampliato)                     | Illyricum (ampliato)                     | Illyricum (ampliato)                     | Illyricum (ampliato)                     | Illyricum (ampliato)                     |                    |                    |
| dal 9 d.C.                   | Retia                    | Retia                    | Norico (Norici, Taurisci e Boi) | Norico (Norici, Taurisci e Boi) | Illyricum Superior (distretto militare?) | Illyricum Superior (distretto militare?) | Illyricum Inferior (distretto militare?) | Illyricum Inferior (distretto militare?) | Illyricum Inferior (distretto militare?) | Illyricum Inferior (distretto militare?) |                    |                    |
| dal 14/20 d.C.               | Retia                    | Retia                    | Norico (Norici, Taurisci e Boi) | Norico (Norici, Taurisci e Boi) | Dalmazia                                 | Dalmazia                                 | Pannonia                                 | Pannonia                                 | Pannonia                                 | Pannonia                                 |                    |                    |
| dal 50                       | Retia                    | Retia                    | Norico                          | Norico                          | Dalmazia                                 | Dalmazia                                 | Pannonia                                 | Pannonia                                 | Pannonia                                 | Pannonia                                 |                    |                    |
| dal 103                      | Retia                    | Retia                    | Norico                          | Norico                          | Dalmazia                                 | Dalmazia                                 | Pannonia superiore                       | Pannonia superiore                       | Pannonia inferiore                       | Pannonia inferiore                       |                    |                    |
| dal 293                      | Retia                    | Retia                    | Noricum ripense                 | Noricum mediterraneum           | Dalmazia                                 | Dalmazia                                 | Pannonia superiore                       | Pannonia Savia                           | Pannonia Valeria                         | Pannonia inferiore                       |                    |                    |
| dal 324-337                  | Raetia prima             | Raetia secunda           | Noricum ripense                 | Noricum mediterraneum           | Dalmazia                                 | Dalmazia                                 | Pannonia prima                           | Pannonia Savia                           | Pannonia Valeria                         | Pannonia secunda                         |                    |                    |

##### Sotto Augusto (17 a.C.-14 d.C.)

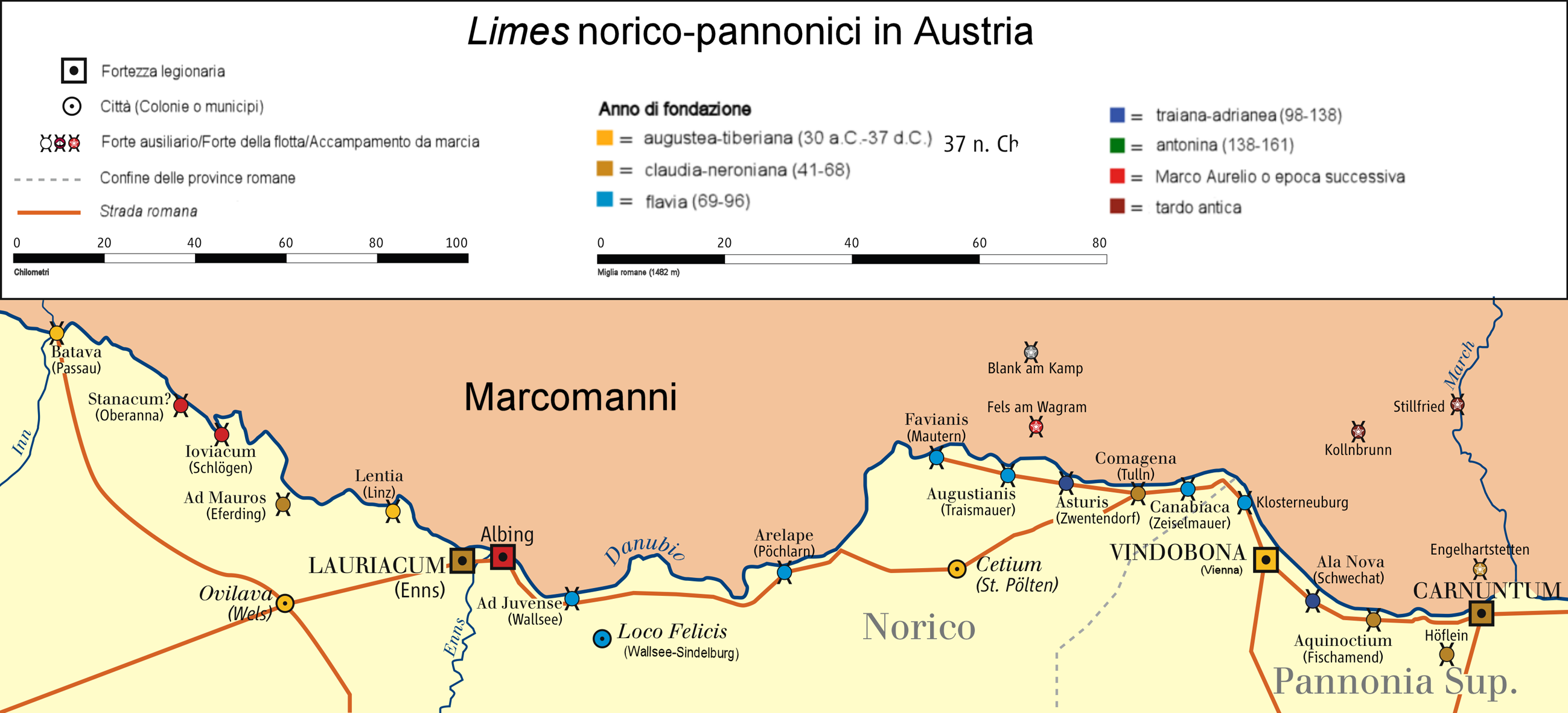
Il limes romano lungo il fronte del Norico e parte della Pannonia superiore.

Se la repubblica romana ai tempi di Cesare si era fermata alle Alpi, alla costa illirica ed alla Macedonia, a partire dal secondo decennio del principato di Augusto, i Romani raggiunsero ed occuparono stabilmente alcune aree lungo la riva destra del Danubio:
- Nel 15 a.C. i figliastri dell'imperatore, Druso e Tiberio occuparono stabilmente i territori di Reti e Vindelici, lungo l'alto corso del fiume.
- Nel 12-9 a.C., dopo una serie di campagne convergenti su Sirmio, da Siscia (ad occidente) e da Naissus (ad oriente), Tiberio occupava l'intera valle della Sava, fino a lambire il Danubio in zona Singidunum (l'attuale Belgrado).
- Pochi anni più tardi, al termine della rivolta dalmato-pannonica del 6-9, i confini imperiali erano spinti fino alla Drava, senza dimenticare che pochi anni prima:
  - nel 6 il futuro imperatore Tiberio, si era spinto con un esercito di 4/5 legioni fino oltre il Danubio, costruendo il primo campo a Carnuntum[2] e proseguendo fino a Mušov[3] (nell'attuale Repubblica Ceca) per prepararsi ad occupare la Boemia di Maroboduo, re dei Marcomanni.[4]
  - negli anni 3 a.C.–1 d.C. un certo Marco Vinicio (console 19 a.C.), come proconsole dell'Illirico, conduceva una campagna a nord della Drava, spingendosi fino alla zona di Aquincum e venendo a contatto con nuove popolazioni come i Cotini, gli Anartii, gli Osii e forse gli stessi Boii.

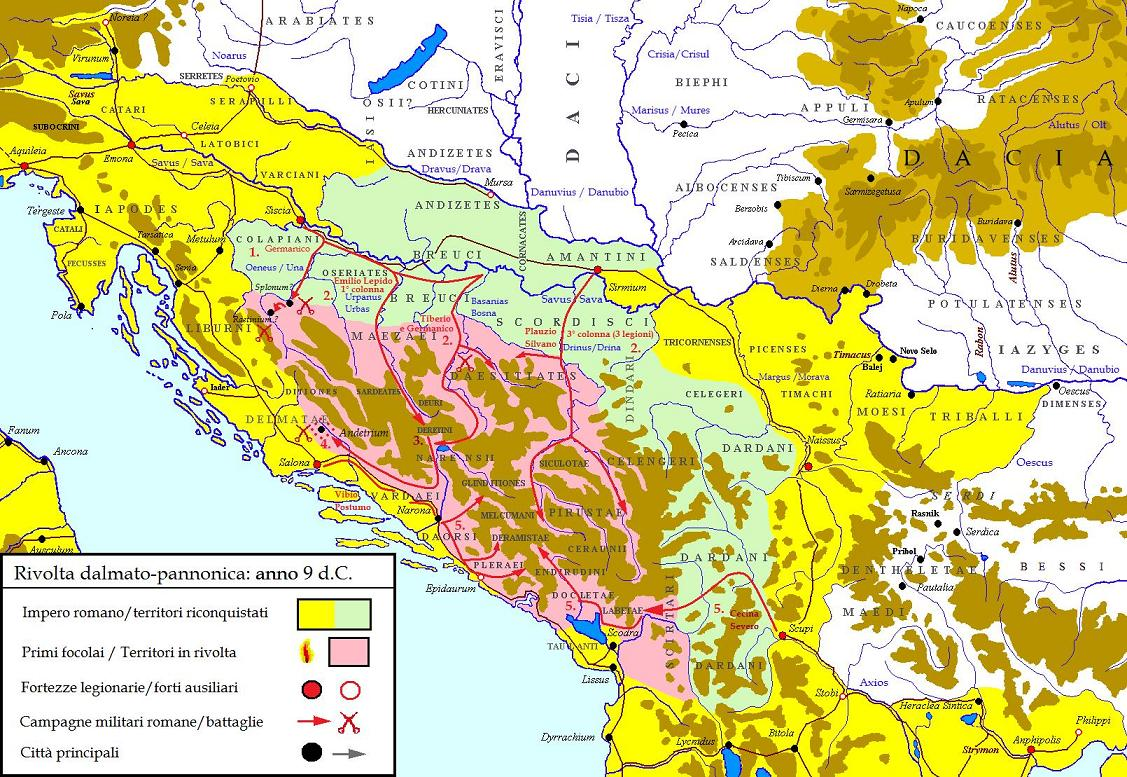
Il quarto ed ultimo anno di guerra: Tiberio sottomessa l'intera area illirica, la divise nelle due nuove province di Dalmazia e Pannonia.

Le fortezze legionarie, al termine della rivolta dalmato-pannonica del 6-9, furono posizionate:
- lungo il fiume Drava, ora nuova linea di confine, a Siscia (la legio IX Hispana), a Poetovio (la legio XV Apollinaris), ed a Sirmio (la legio VIII Augusta); mentre la zona compresa tra la Drava ed il Danubio, costituiva una "cintura" di Stati clienti di Roma (tra i quali figuravano i Cotini, gli Anartii, i Boi, gli Osii, ecc.), a protezione dei confini imperiali.
- nell'interno, in prossimità delle coste della Dalmazia, a Burnum (la legio XI Claudia) ed a Tilurium nei pressi di Salona (la legio VII Claudia).

##### Da Tiberio a Claudio (14-54)

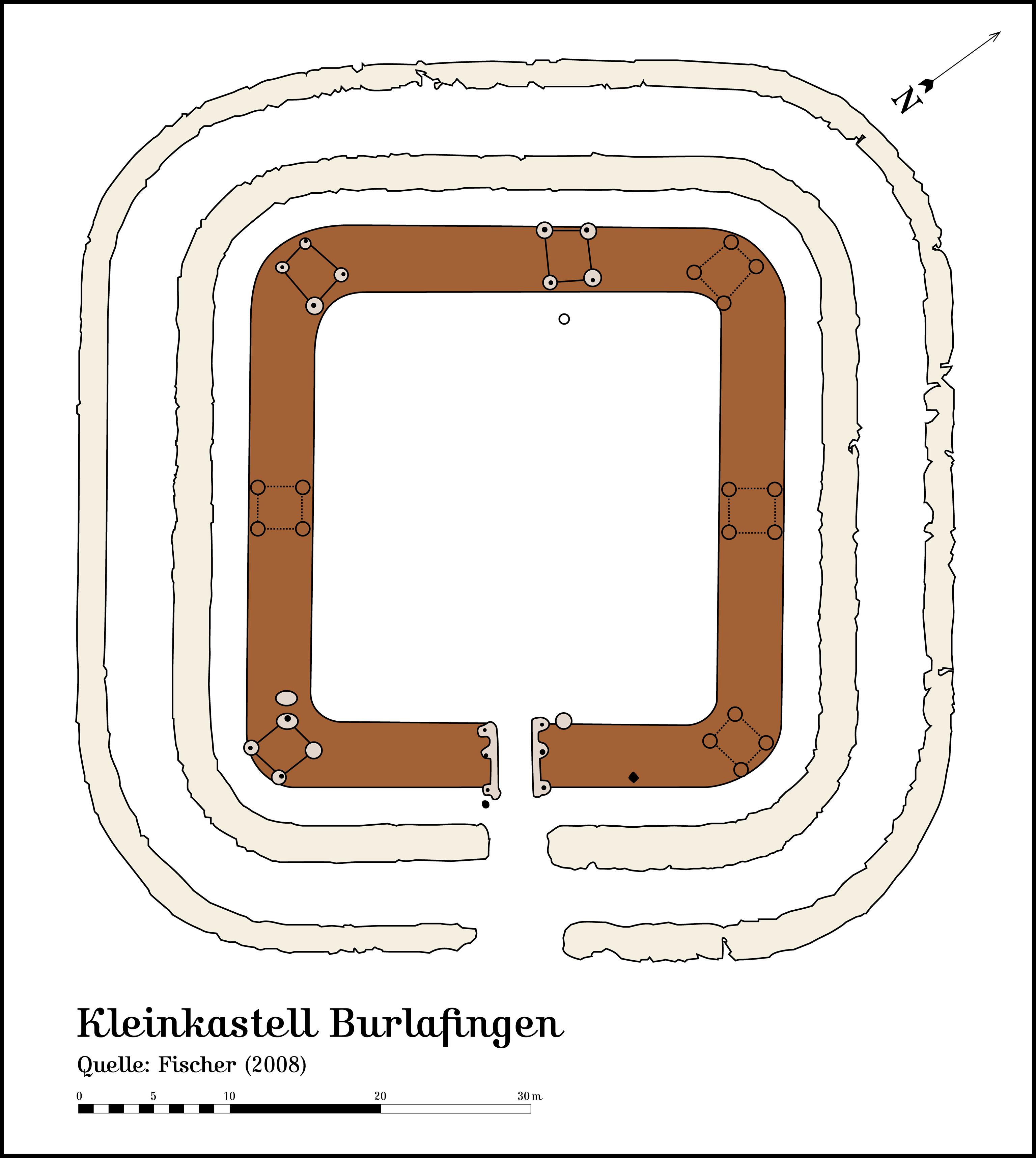
Fortino Burlafingen (Limes danubiano), Rezia, ca. 40–50. d.C.

L'occupazione dell'intera area a sud del Danubio, dalla Rezia alla Pannonia, avveniva, però, gradualmente durante i regni di Tiberio e Claudio, con la creazione di due nuove province: quella di Rezia e quella del Norico, in seguito all'annessione degli ultimi territori compresi tra le Alpi ed il Danubio.
È possibile che il figlio dell'imperatore Tiberio, Druso minore, abbia provveduto nel corso degli anni 14-18 a creare una prima serie di avamposti sul Danubio lungo il tratto pannonico (a Carnuntum, Brigetio e Aquincum); e lungo la cosiddetta "Via dell'ambra", che da Emona congiungeva Carnuntum, (a Savaria, a Scarbantia ed a Sala).
E sempre in questo periodo un ambizioso progetto di costruzioni fu iniziato in Dalmazia dal legato Publio Cornelio Dolabella (il console del 10), quando i legionari furono impiegati nella costruzione di almeno quattro strade, alcune delle quali penetravano nell'interno, nel territorio dei Ditoni e dei Desiziati, contribuendo ad affrettare la pacificazione di queste regioni turbolente ed a collegarle con la vicina Mesia.
Nel 42 Lucio Arrunzio Camillo Scriboniano, legato di Dalmazia, istigato da alcuni senatori alla ribellione, ebbe il sostegno delle sue legioni (la VII ed XI) solo per quattro giorni e la rivolta non si estese. L'imperatore Claudio premiò la lealtà di queste legioni con i titoli di Claudia Pia Fidelis.
Attorno al 50 la prima fortezza legionaria, quella di Carnuntum, era posizionata sul Danubio, come ci racconta lo stesso Cornelio Tacito (Annales, XII, 29). Era l'inizio di un nuovo processo di costruzione di opere militari lungo la riva destra del Danubio: dal forte di Eining, a quello di Lentia e Lauriacum, fino ad Arrabona.
È noto che sotto Claudio o più probabilmente sotto Nerone (attorno al 56-57) le forze legionarie dell'entroterra della provincia di Dalmazia furono ridotte ad una sola legione (l'XI Claudia).

##### Dai Flavi agli Antonini (69-192)

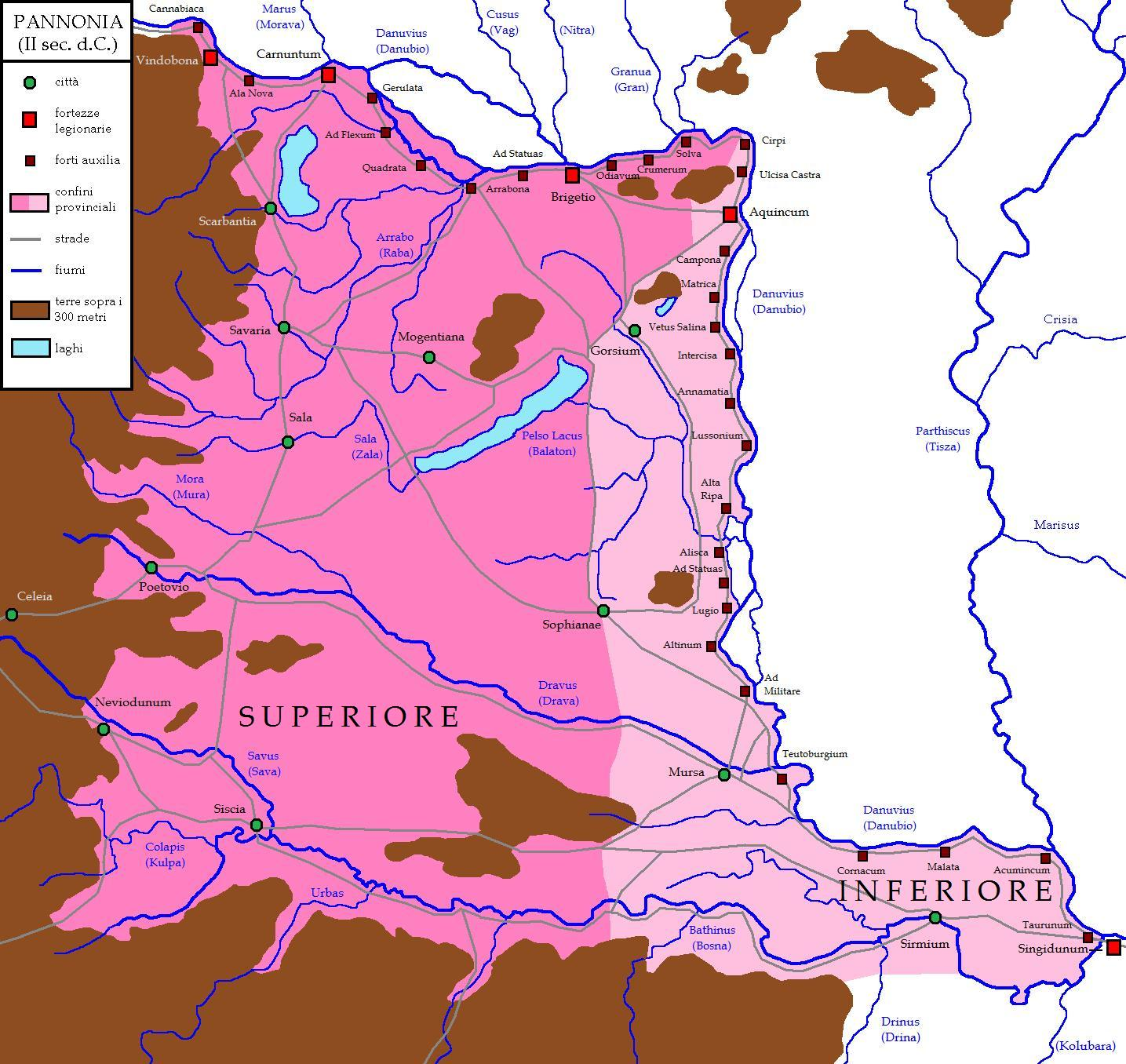
La Pannonia da Traiano a Caracalla

Dai Flavi in poi, il settore strategico dell'alto-medio corso del Danubio fu costantemente rafforzato e diventò il settore più importante dell'intero sistema strategico imperiale. A partire, infatti, dalla prima crisi suebo-sarmatica dell'89, lungo questo tratto di Limes, furono costruiti nei 7-8 anni successivi nuovi forti ausiliari (ad es. a Arrabona di fronte ai Quadi, o di fronte al Tullnerfeld dove si trovavano i Marcomanni, e lungo il tratto che da Aquincum conduce fino a Mursa di fronte agli Iazigi) e 4 nuove basi legionarie, oltre a quelle preesistenti di Carnuntum e Sirmio: a Vindobona, a Brigetio, ad Aquincum ed a Mursa (lungo la Drava). Restarono per i secoli successivi solo truppe ausiliarie a difesa dei suoi confini: nel 94 ce n'erano solo due, la cohors III Alpinorum e VIII Voluntariorum, a cui fu aggiunta la cohors I Belgarum attorno al 100.
E sempre con Domiziano, in seguito alla crisi dacica dell'86 e suebo-sarmatica del 92, l'intera guarnigione legionaria della Dalmazia fu ritirata completamente. In questo caso si trattava della IIII Flavia Felix che aveva rimpiazzato la XI Claudia a partire dal 71-72.
La Pannonia divenne, infatti, teatro di nuovi scontri con le popolazioni a nord e ad est del medio tratto danubiano, contro Marcomanni, Quadi, Naristi (di stirpe sueba) e Iazigi (questi ultimi di stirpe sarmata), sia sotto Domiziano sia Nerva (tra l'89 ed il 97).
Al termine delle guerre contro i Daci del 101-106 ed a seguito dell'annessione della nuova provincia di Dacia, l'intero assetto danubiano mutò ed una provincia così importante come quella pannonica fu divisa in due nuove: quelle di Pannonia superior e di inferior. Adriano, una volta divenuto imperatore nel 117, fu costretto a guerreggiare contro i vicini Iazigi, concludendo al termine delle ostilità un trattato di pace (nel 118), che permettesse loro di insediarsi ad est di Aquincum, e abbandonando i territori appena acquisiti del Banato.
Negli anni che seguirono si ebbero nuovi scontri alla fine del regno di Adriano, tra il 135 ed il 137 (sul fronte suebo), e durante quello di Antonino Pio negli anni 140-142.
Con lo scoppio delle guerre marcomanniche nel 166-167, i progetti mutarono per un quindicennio, poiché Marco Aurelio era intenzionato ad annettere i territori a nord della Pannonia, inglobandone i relativi popoli: dai Marcomanni, a Quadi e Naristi, e formando la nuova provincia di Marcomannia. Il progetto richiese anche la formazione di due nuove legioni: la II Italica e la III Italica, posizionate a partire dagli anni 172-174 lungo il fronte dell'alto-medio Danubio, nel Norico la prima (a Lauriacum) e nella Rezia la seconda (a Castra Regina). Contemporaneamente in Dalmazia l'intera guarnigione fu ravvorzata con vexillationes delle due nuove legioni appena formate (la II e la III Italica), con distaccamenti anche nella capitale Salona e due nuove unità ausiliarie (la I e II milliaria Delmatarum).
Il figlio Commodo, alla morte del padre 180, ritirava, però, tutte le truppe dai nuovi territori appena occupati, e riportava definitivamente il Limes all'alto-medio corso del Danubio, rafforzandone e moltiplicando i presidi lungo il grande fiume.

##### Le grandi invasioni del III e IV secolo

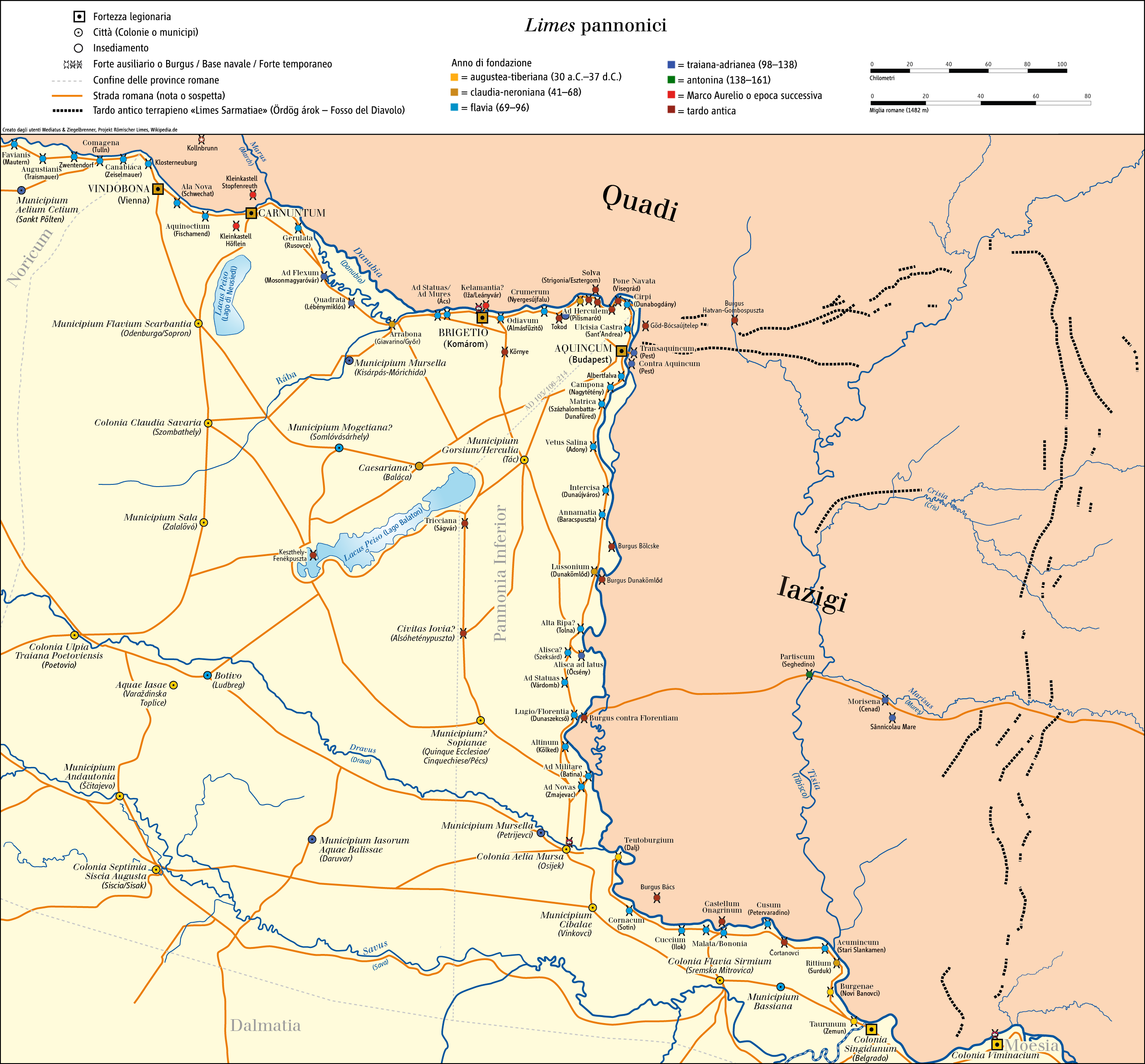
Il limes lungo i confini della Pannonia superiore e inferiore, con il tracciato in Sarmazia della cosiddetta diga del Diavolo.

In seguito alle prime grandi invasioni del III secolo fu istituito a Sirmio, un comando militare generale dell'intera area danubiana, dall'imperatore Marco Giulio Filippo, detto Filippo l'Arabo, attorno al 247-248. Pochi anni più tardi, tra il 258-260 nuove invasioni di Marcomanni, Quadi e Iazigi devastarono le province pannoniche, mentre un'invasione di Alemanni e Juti in Rezia non lasciò indenne il vicino Norico nel 270.
In seguito a quest'ultima invasione si provvedette a sbarrare la strada a possibili e future invasioni barbariche, fortificando il corridoio che dalla Pannonia e dalla Dalmazia immette in Italia attraverso le Alpi Giulie. Questo tratto che va da Tarsatica e Cividale del Friuli fu fortificato con tutta una serie discontinua di mura di pietra, forti e fortini: si trattava del cosiddetto Claustra Alpium Iuliarum.
Sembra che sotto Costantino I, o forse anche un secolo e mezzo prima, si provvide alla costruzione di tutta una serie di terrapieni al di là del Danubio, nella pianura ungherese, per allentare la pressione di Goti e Gepidi lungo i territori degli alleati Iazigi, "appoggiati" alla vicina frontiera pannonica. Questo sistema di fortificazioni viene oggi comunemente chiamato: "Diga del Diavolo" e partiva di fronte ad Aquincum per poi seguire parallelamente il fiume Tisza, alla sua sinistra, e raggiungere la fortezza legionaria di Viminacium.
Da qui in poi i territori furono conservati fino al termine del IV secolo con un tentativo di ripercorrere i piani vittoriosi di Marco Aurelio, da parte di Valentiniano I che attorno al 375 invase i territori dei Quadi, potenziando per l'ultima volta il tratto di limes pannonico. Fu un'illusione durata pochi anni, poiché i Goti, sconfitto Valente ad Adrianopoli nel 378, si stanziarono definitivamente in Pannonia come foederati dell'impero romano, decretando la definitiva "rottura" ed abbandono del Limes danubiano. Nel 395 la Pannonia era nuovamente invasa da orde di Goti ed Alani, mentre nel 433 l'invasione degli Unni sanciva la fine della Pannonia romana.

#### Basso corso del Danubio: le due Mesie

##### Da Augusto a Tiberio (29 a.C.-37)
All'inizio del principato di Augusto, Marco Licinio Crasso (console 30 a.C.), conduceva due fortunate campagne (nel 29-28 a.C.) contro le popolazioni della riva destra del Danubio: Traci e Mesi, Daci e Geti, e Bastarni, pur non occupando la zona in modo permanente. Era l'inizio di un processo di occupazione graduale dell'area basso danubiana.
Pochi anni più tardi, un certo Lucio Calpurnio Pisone (console 15 a.C.), accompagnato da un paio di legioni, era costretto ad intervenire in Tracia per reprimere una rivolta durata ben tre anni di guerre sanguinose (dal 12 al 10 a.C.), al termine delle quali si meritò gli ornamenta triumphalia. Le operazioni in Tracia costituivano il logico completamento, alle più vaste operazioni per la conquista di tutta l'area illirico-balcanica.
Tra l'1 ed il 6, in seguito alle operazioni di Tiberio nell'area illirica e dei suoi successori, veniva costituito il distretto militare di Mesia e Macedonia, presidiato da un paio di legioni (la legio IV Scythica a Scupi e la legio V Macedonica a Naissus), mentre la Tracia continuava a costituire un regno indipendente, cliente e quindi alleato del popolo romano.

##### Da Claudio a Tito (37-81)

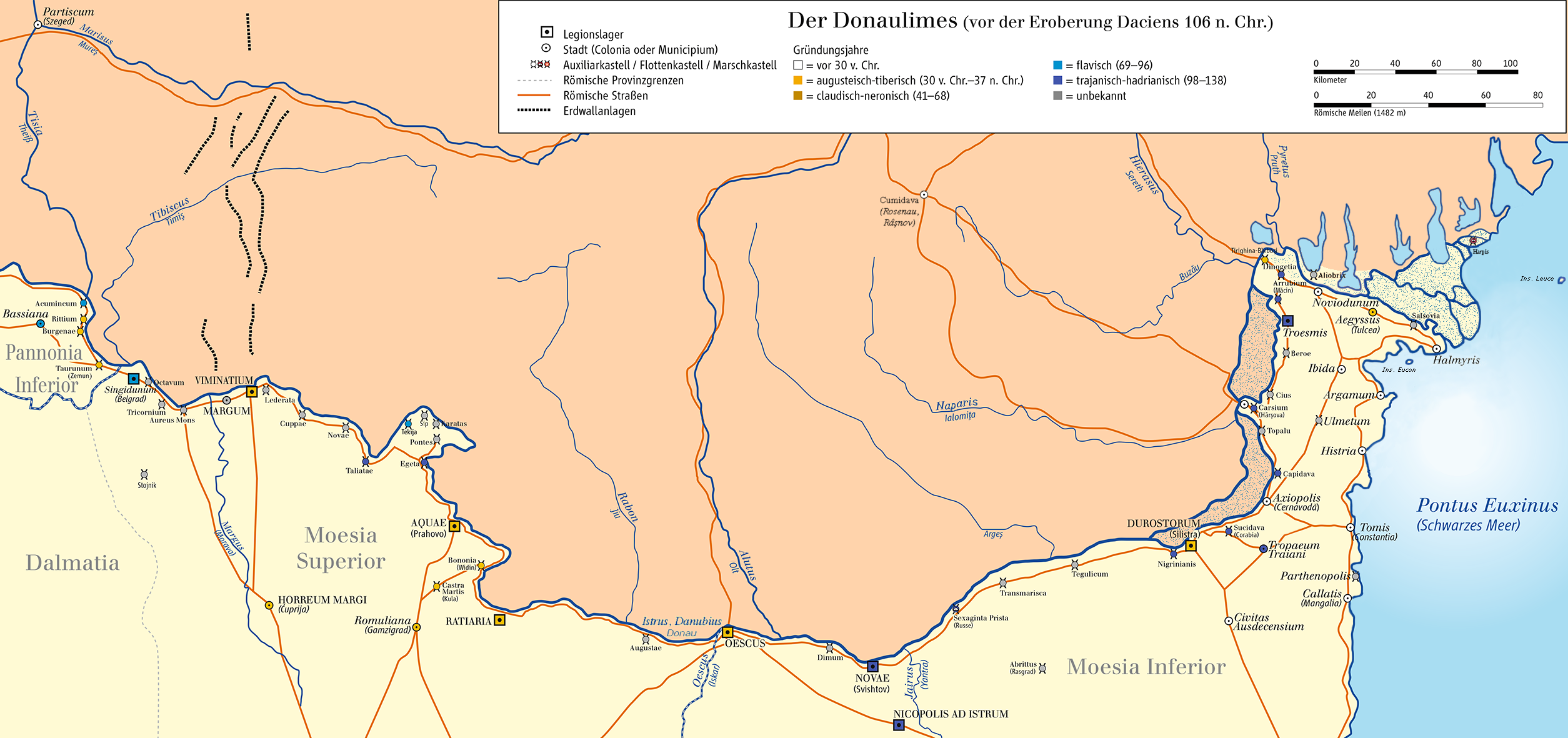
Il limes lungo i confini della Mesia superiore e inferiore.

In seguito all'annessione della Tracia da parte di Claudio nel 46, furono dislocate le prime basi legionarie sul Danubio in Mesia: a Viminacium, a Oescus ed a Novae. Lo sviluppo del limes lungo il basso Danubio, era necessario a proteggere il fianco orientale dell'Europa romana contro i continui attacchi dei vicini Daci.
Era dai tempi di Gaio Giulio Cesare, quando il re dace Burebista aveva offerto il suo appoggio a Pompeo durante il periodo della guerra civile, che questo popolo aveva costituito una costante minaccia alla sicurezza di Roma nei Balcani. Troppo spesso negli ultimi decenni i Daci, insieme agli alleati Bastarni e Sarmati Roxolani, avevano oltrepassato il Danubio, portando devastazione a sud del grande fiume. Erano loro, pertanto, l'unico grande ostacolo all'espansionismo romano di quest'area. Dovevano essere neutralizzati.
Si procedette così, durante tutta la dinastia giulio-claudia, a costruire attorno a loro una serie di alleanze filo-romane per evitare che potessero prendere contatti con le vicine genti suebe di Marcomanni e Quadi ed accrescere la loro potenza nell'area carpato-balcanica. A tal scopo fu utile l'amicizia che Roma costruì con il popolo sarmata degli Iazigi, ora migrati dall'Oltenia alla pianura ungherese e posizionati tra Danubio e Tisza.
Al contrario i "cugini" orientali degli Iazigi, i Roxolani, preferirono allearsi alle genti daciche, compiendo negli anni 67-70 una serie di pesanti incursioni e devastazioni in territorio romano, distruggendo intere coorti ausiliarie e provocando l'uccisione di un governatore provinciale. Giuseppe Flavio ricorda ad esempio che contemporaneamente alla rivolta batava del 69-70, si verificò un'invasione da parte delle popolazioni sarmatiche dei Roxolani (nel 70). Essi passarono a sud del Danubio e, giunta inaspettatamente con grande violenza sulla vicina provincia romana di Mesia, sterminarono un gran numero dei soldati disposti a difesa del confine. Lo stesso legatus Augusti pro praetore, Gaio Fonteio Agrippa, che si era fatto loro incontro attaccandoli con grande coraggio, venne ucciso. Devastarono, quindi, l'intero territorio che gli si apriva davanti, saccheggiando ovunque giungessero. Vespasiano allora, informato dell'accaduto e di quanto fosse stata devastata la Mesia, inviò a punire i Sarmati, Rubrio Gallo, il quale poco dopo li affrontò in battaglia ottenendo una vittoria schiacciante e costringendo i superstiti a ritirarosi nei loro territori. Terminata l'invasione, Gallo provvide a fortificare nuovamente le frontiere provinciali, disponendo in quel settore di limes nuove guarnigioni più numerose e meglio fortificate «sì che passare il fiume era per i barbari del tutto impossibile».

##### Da Domiziano a Traiano (81-117)

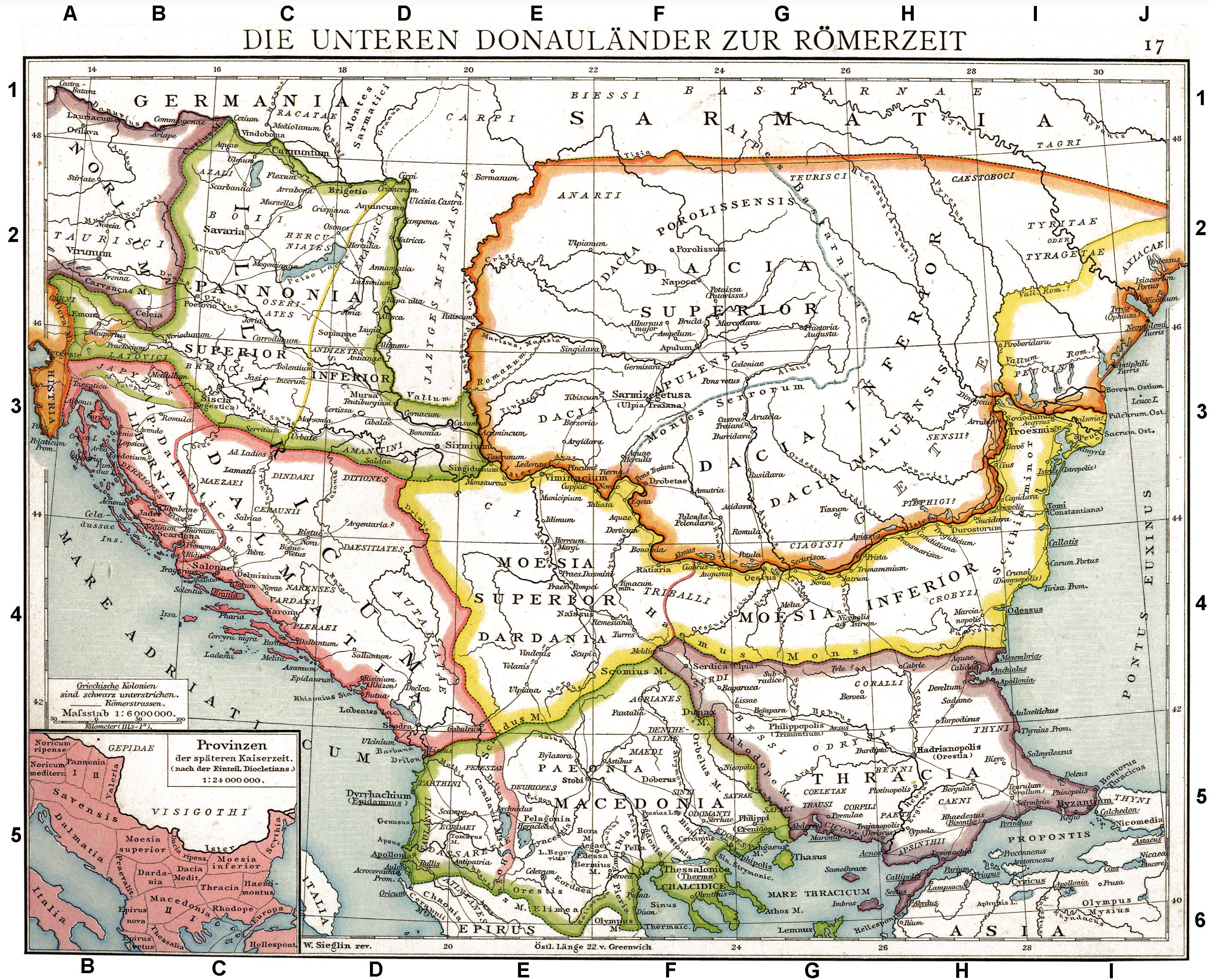
Le province balcaniche sotto l'Impero romano.

La grande crisi del fronte del basso Danubio scoppiò nell'85, quando i Daci, tornati uniti sotto il nuovo re, Decebalo, passarono il grande fiume distruggendo un esercito romano accorrente ed uccidendo lo stesso governatore di Mesia. La controffensiva romana non si fece attendere, portando lo stesso imperatore Domiziano lungo il fronte mesico. La guerra che ne seguì fu difficile e sanguinosa. I Romani subirono un nuovo rovescio nell'86, ma nell'88 riuscirono a battere pesantemente Decebalo a Tapae. Lo scoppio della crisi renana con i Catti dell'88, l'usurpazione di Saturnino dell'89, ed infine le successive guerre suebo-sarmatiche (degli anni 89-97) sospesero le ostilità tra Roma ed i Daci, portando Domiziano e Decebalo a trattare ed a siglare un nuovo trattato di pace.
Il fronte del basso corso del Danubio tornava tranquillo almeno fino a Traiano, la provincia di Mesia era divisa in Mesia superiore e Mesia inferiore, mentre nuovi forti furono costruiti lungo l'intero tratto del basso corso del Danubio. A queste modifiche furono aggiunti: un vallo in terra in Dobrugia (tra Axiopolis e Tomis) a protezione dell'ultimo tratto del grande fiume; ed una flotta con base principale a Sexaginta Prista, mentre non era stata ancora aperta la base di Noviodunum.
L'ascesa al trono di Traiano portò alla revoca del vecchio trattato siglato da Domiziano e Decebalo. È evidente che Traiano mirasse all'assorbimento del regno dacico (vedi oltre). È possibile che tra le due guerre daciche di Traiano (103-105) sia stato potenziato il tratto di limes in Dobrugia con l'aggiunta di un sistema più complesso di fortificazioni anche in pietra oltre al preesistente vallo in terra.
L'Oltenia e la Moldavia una volta sottomesse furono annesse alla provincia della Mesia inferiore con unità ausiliarie posizionate in forti lungo i fiumi Olt, Ialomița e Siret. La fortezza legionaria di Oescus chiuse a vantaggio di due nuove fortezze posizionate sempre lungo il Danubio ma più ad est: a Durostorum (legio XI Claudia) e a Troesmis (Legio V Macedonica).

##### Da Adriano ad Aureliano (117-271)

Il limes mesico ed il Brazda lui Novac du Nord (in verde), la cui iniziale costruzione sarebbe dovuta a Costantino I, a protezione delle vicine province mesiche, sessant'anni dopo l'abbandono dei territori della provincia delle tre Dacie.

La nuova riorganizzazione della Dacia comportò, oltre all'abbandono dei territori della riva destra del Danubio lungo la pianura moldava e valacca, con l'arretramento del Limes al fiume Olt (al cosiddetto Limes Alutanus), anche la trasformazione di parte della Mesia superiore ed inferiore, da frontiera esterna in interna.
Le conseguenze furono: il potenziamento delle difese lungo il basso corso del Danubio, con la costruzione di nuovi forti ausiliari negli anni che seguirono; ed un mantenimento, seppur a ranghi ridotti, di parte dei vecchi forti compresi tra Viminacium e Novae, malgrado costituissero un tratto di frontiera ormai "cancellata" dalla recente acquisizione della provincia dacica.
Nel corso degli anni 240-250 i Goti, che si erano ormai affacciati sulle sponde del Mar Nero, compivano le loro prime incursioni in territorio romano, devastando le province di Tracia e Mesia inferiore, provocando la morte dell'imperatore Decio ad Abritto nel 251.

##### Da Diocleziano alla caduta dell'impero romano d'Occidente (284-476)

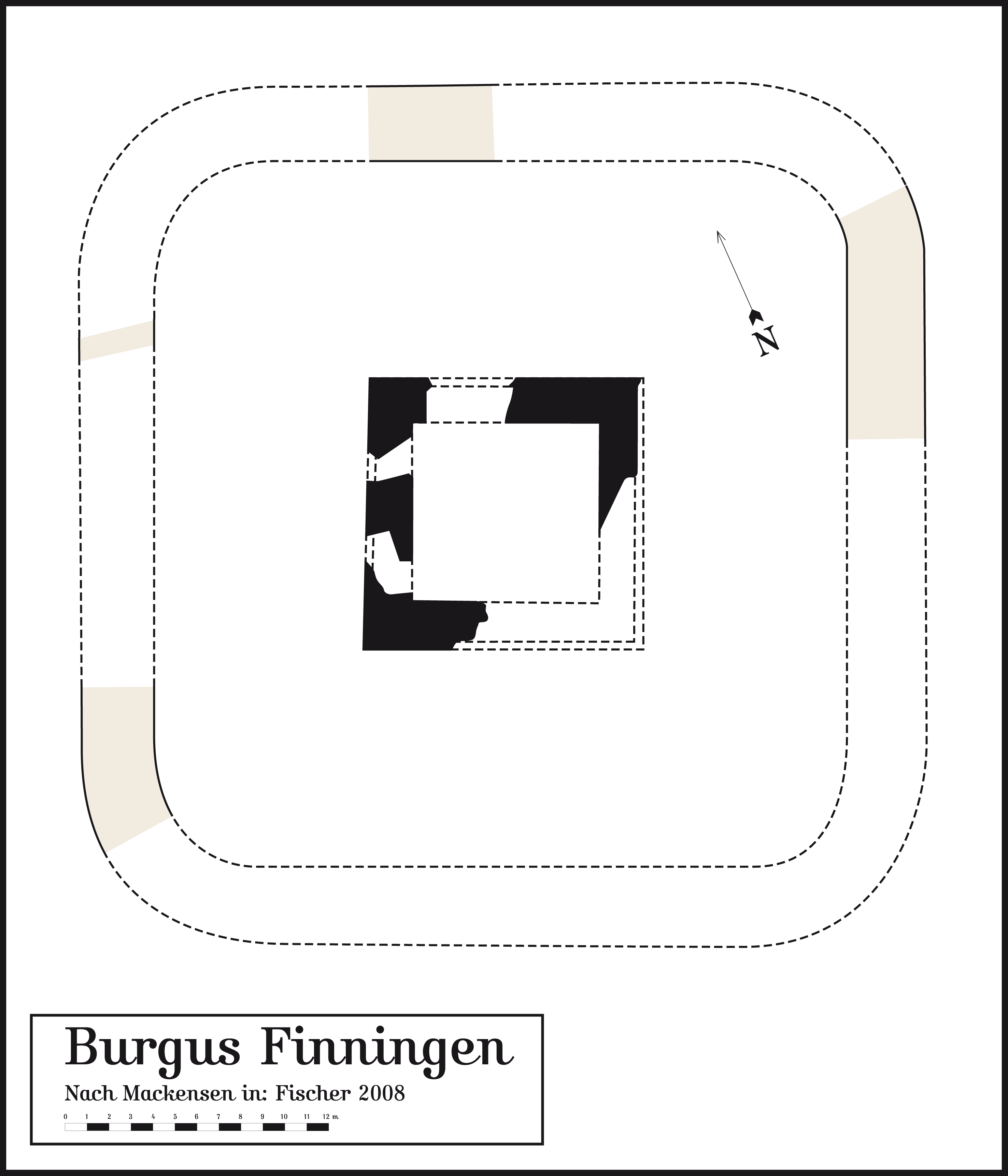
Burgus Finningen a Neu-Ulm, Rezia, costruito sotto Valentiniano I. (364–375).

L'abbandono definitivo della Dacia da parte di Aureliano nel 271-273 cambiò nuovamente i progetti di questo tratto di limes, spostando ancora una volta la frontiera al Danubio e ripotenziando nuovamente il fronte che da Viminacium congiunge Novae.
Con la salita al trono di Diocleziano nel 284 l'esercito e le frontiere subirono un forte e rinnovato programma di riforma strategico-militare, per interrompere un processo, ormai avviato da almeno un cinquantennio, di disgregazione degli equilibri interni ed esterni all'impero romano. I forti esistenti furono rimodellati con torri aggettanti, porte strette, mentre se ne costruivano di nuovi infittendo le linee difensive. Teste di ponte erano, infine, costruite o ricostruite lungo la riva sinistra del Danubio.
Il successore, Costantino I, provvide anche alla costruzione di tutta una serie di terrapieni al di là del Danubio, in Oltenia e nella pianura valacca, per allentare la pressione sulla frontiera stessa. Questo sistema di fortificazioni, lungo 300 km e costruito tra il 330 ed il 340, viene oggi comunemente chiamato: "Brazda lui Novac du Nord".
La Mesia inferiore subì nuovi e ripetuti attacchi ad opera degli Unni di Attila nel 447, e poi nel VI secolo ad opera di Slavi, Bulgari ed Avari, ma la sua vicinanza alla capitale dell'impero romano d'Oriente, Costantinopoli, ne preservò ancora per qualche secolo le sue frontiere.

#### Oltre il Danubio: in Dacia
| EVOLUZIONE DELLE PROVINCE DACICHE | EVOLUZIONE DELLE PROVINCE DACICHE      | EVOLUZIONE DELLE PROVINCE DACICHE      | EVOLUZIONE DELLE PROVINCE DACICHE | EVOLUZIONE DELLE PROVINCE DACICHE | EVOLUZIONE DELLE PROVINCE DACICHE | EVOLUZIONE DELLE PROVINCE DACICHE | EVOLUZIONE DELLE PROVINCE DACICHE | EVOLUZIONE DELLE PROVINCE DACICHE | EVOLUZIONE DELLE PROVINCE DACICHE         |                                           |
| --------------------------------- | -------------------------------------- | -------------------------------------- | --------------------------------- | --------------------------------- | --------------------------------- | --------------------------------- | --------------------------------- | --------------------------------- | ----------------------------------------- | ----------------------------------------- |
| prima della conquista romana      | sarmati Iazigi                         | sarmati Iazigi                         | Regno dei Daci                    | Regno dei Daci                    | Regno dei Daci                    | Regno dei Daci                    | Regno dei Daci                    | Regno dei Daci                    | Regno dei Daci                            | Regno dei Daci                            |
| dal 102 al 105                    | Banato inglobato nella Mesia superiore | Banato inglobato nella Mesia superiore | Regno dei Daci                    | Regno dei Daci                    | Regno dei Daci                    | Regno dei Daci                    | Regno dei Daci                    | Regno dei Daci                    | Valacchia inglobato nella Mesia inferiore | Valacchia inglobato nella Mesia inferiore |
| dal 106/107 al 119                | Dacia romana                           | Dacia romana                           | Dacia romana                      | Dacia romana                      | Dacia romana                      | Dacia romana                      | Dacia romana                      | Dacia romana                      | Dacia romana                              | Dacia romana                              |
| dal 119 al 127?                   | Banato ai sarmati Iazigi romano        | Banato ai sarmati Iazigi romano        | Dacia romana                      | Dacia romana                      | Dacia romana                      | Dacia romana                      | Dacia romana                      | Dacia romana                      | Valacchia ai sarmati Roxolani             | Valacchia ai sarmati Roxolani             |
| dal 127? al 156?                  | Banato ai sarmati Iazigi romano        | Banato ai sarmati Iazigi romano        | Dacia superior                    | Dacia superior                    | Dacia superior                    | Dacia superior                    | Dacia inferior                    | Dacia inferior                    | Valacchia ai sarmati Roxolani             | Valacchia ai sarmati Roxolani             |
| dal 156? al 256?                  | Banato ai sarmati Iazigi romano        | Banato ai sarmati Iazigi romano        | Dacia Apulensis                   | Dacia Apulensis                   | Dacia Porolissensis               | Dacia Porolissensis               | Dacia Malvenis                    | Dacia Malvenis                    | Valacchia ai sarmati Roxolani             | Valacchia ai sarmati Roxolani             |
| dal 256? al 271?                  | Banato ai sarmati Iazigi romano        | Banato ai sarmati Iazigi romano        | Dacia Apulensis                   | Dacia Apulensis                   | Tervingi?                         | Tervingi?                         | Dacia Malvenis                    | Dacia Malvenis                    | Valacchia ai sarmati Roxolani             | Valacchia ai sarmati Roxolani             |

##### Le guerre di Domiziano e la conquista della Dacia di Traiano (101-117)

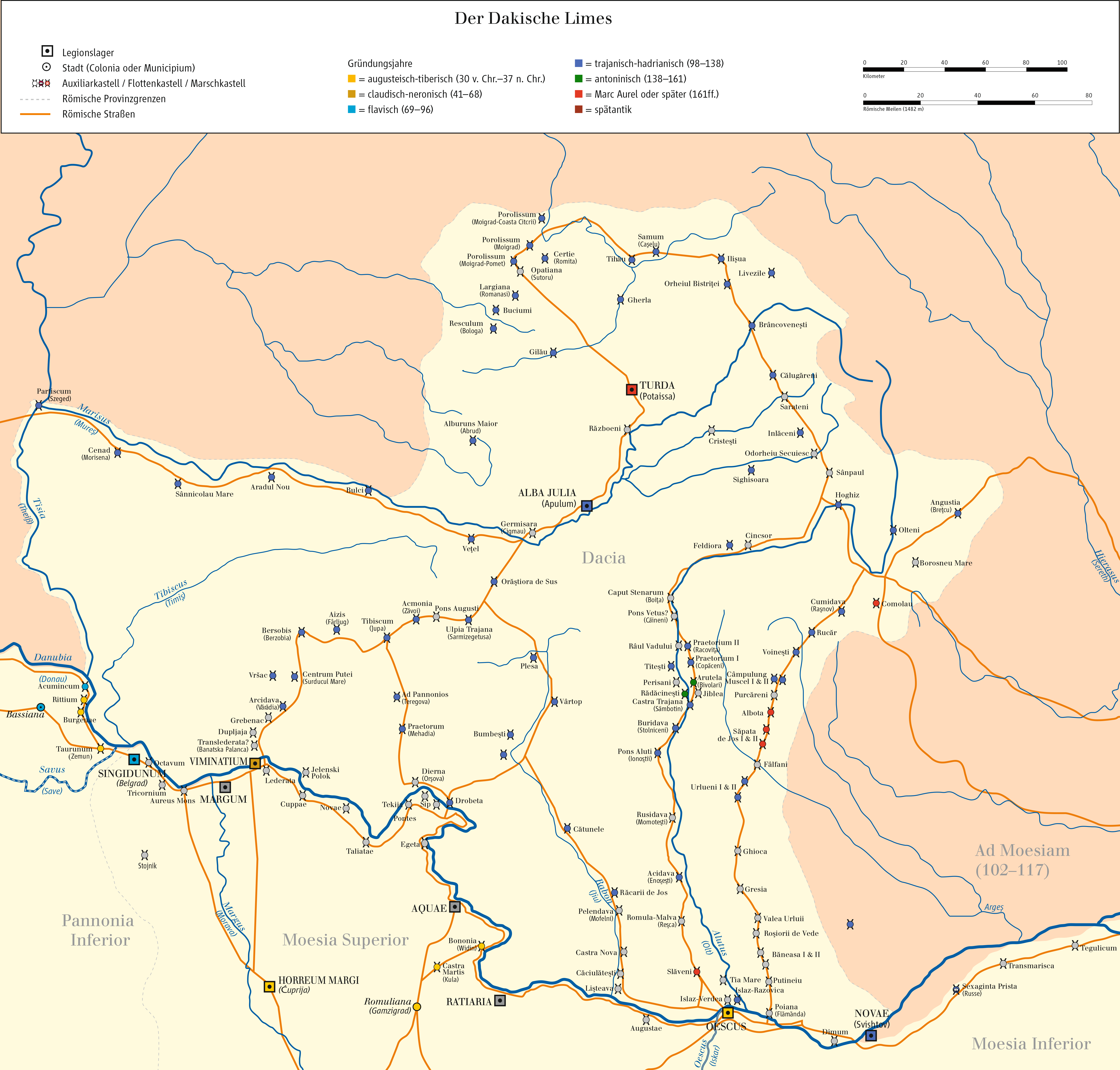
Il Limes della Dacia romana dopo la conquista di Traiano.

Le campagne di Traiano del 101-102 e del 105-106 sancirono la fine del regno di Decebalo e la definitiva sottomissione e riduzione in provincia della Dacia. La provincia dacica comprendeva i territori compresi all'interno della catena di monti dei Carpazi.
Per questi successi Traiano si meritò il Trionfo, la costruzione di un Foro imperiale e di una Colonna che commemorasse le sue gesta di grande stratega.
Le forze lasciate nella nuova provincia, che però non comprendeva Banato, Oltenia e Moldavia (annesse alla Mesia inferiore), erano ingenti: si calcola infatti che vi fossero nella nuova provincia ben 4 Alae di cavalleria e 18 Coorti di fanteria ausiliaria (CIL XVI, 163), oltre a 2 intere legioni, posizionate ad Apulum (la legio XIII Gemina) ed a Berzobis (la Legio IIII Flavia Felix), entrambe poco distanti dalla capitale Sarmizegethusa.

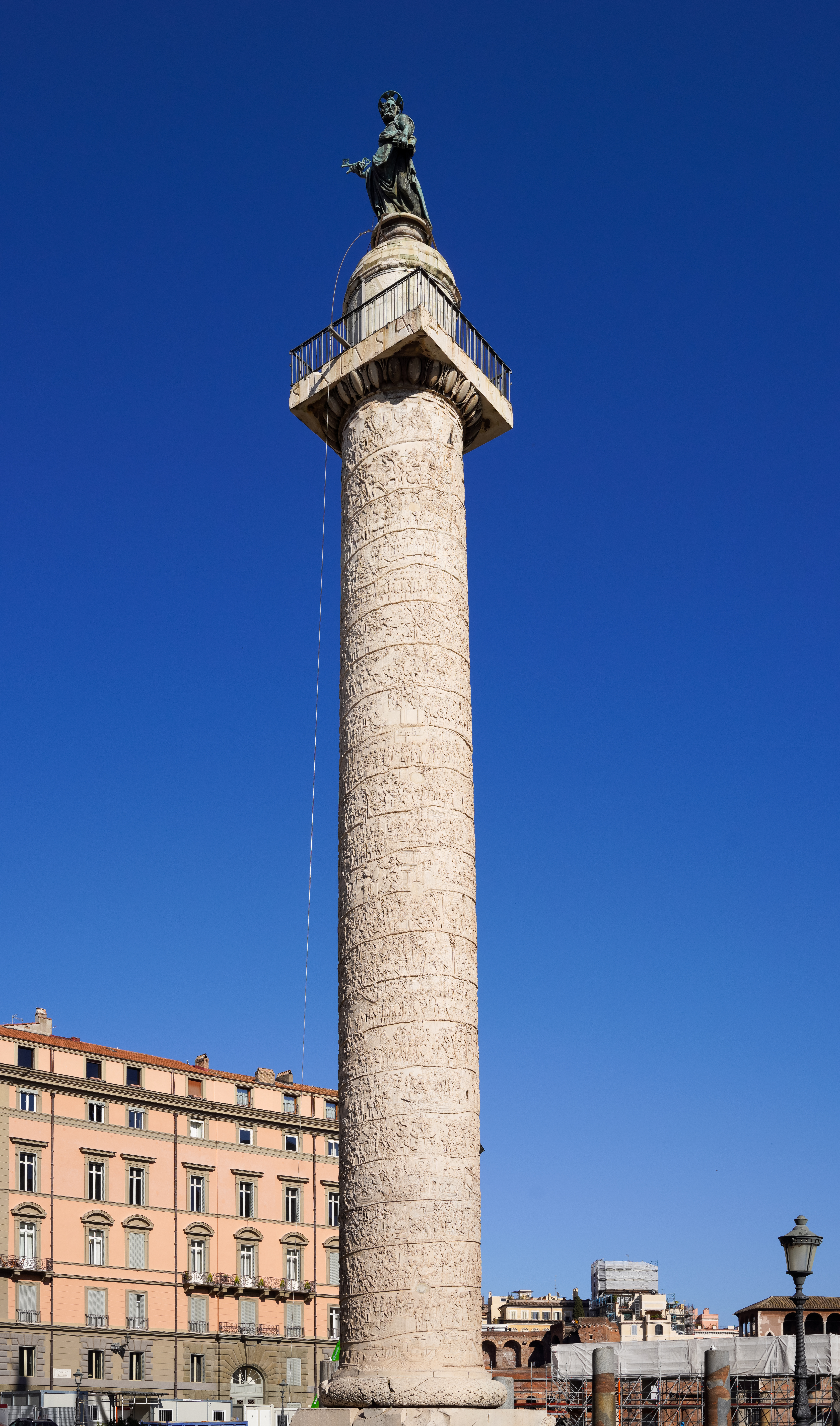
La Colonna di Traiano.

##### La nuova organizzazione a provincia operata da Adriano (117-138)
Una volta conclusa la pace con le genti sarmatiche degli Iazigi ad ovest, e dei Roxolani ad est, Adriano divise la nuova provincia dacica in Superior ed Inferior, ponendo a guardia delle stesse un contingente di ben 6 Alae di cavalleria, 21 Coorti di fanteria ausiliaria, ma solo una legione, la legio XIII Gemina, posizionata ancora ad Apulum. La legio IIII Flavia Felix tornava in Mesia superiore a Singidunum.
Furono costruiti nuovi forti: sia lungo il fronte occidentale della provincia, una volta abbandonato il Banato, a Micia ed a Tibiscum entrambi capaci di contenere più unità ausiliarie; sia sul fronte nord-occidentale del cosiddetto Limes porolissensis, lungo un percorso di un'ottantina di km, dove furono posizionate circa 60 di torri di avvistamento, 6 fortini, 7 forti ausiliari (di cui i principali erano quelli di Porolissum di Pomet e Citera, capaci di contenere insieme, un contingente pari a mezza legione), e protetto da una seconda linea di forti a Gilău, Gherla ed Ilisua; sia lungo il fronte orientale, dopo l'abbandono delle pianure di Moldavia e Valacchia, con l'arretramento del limes al fiume Olt, ad Acidava, Rusidava, Castra Traiana, Feldioara, Sighișoara, Cristești, ecc.

##### Da Antonino Pio ad Aureliano (158-273)
Fu infatti così che Antonino Pio operò nel 158 circa, l'ultima divisione della provincia dacica, prima del definitivo abbandono dei suoi territori da parte di Aureliano attorno agli anni 271-273. Le nuove province si chiamavano ora "le Tre Dacie" ovvero Dacia Apulensis, Malvensis e Porolissensis, mentre un contingente complessivo di ben 9 Alae di cavalleria e 31 Coorti di fanteria ausiliaria ne presidiava i territori.
A partire dal 167-168 la legio V Macedonica abbandonava la vecchia fortezza legionaria di Troesmis in Mesia inferiore per trasferirsi in Dacia nella città di Potaissa, l'attuale Turda, dove rimarrà fino all'abbandono della provincia stessa.
Il saliente dacico era definitivamente abbandonato in seguito ai continui e martellanti attacchi da parte dei Goti (degli anni 267-270), da Aureliano negli anni 271-273. Aureliano non solo doveva fare fronte alla secessione di Gallia e Hispania dall'impero dal 260, ma anche all'avanzata dei Parti in Asia e la devastazione che i Carpi e i Goti avevano lasciato in Mesia e Illyricum. Tutti questi motivi determinarono l'abbandono definitivo della Dacia, fissando la nuova frontiera dell'impero sul Danubio. Qui venne riorganizzata una nuova provincia della Dacia Aureliana, con capitale Serdica (oggi Sofia, capitale della Bulgaria). Le conseguenze dell'abbandono romano del bacino carpatico generò, non solo nuove tensioni tra Goti e Gepidi (ad oriente), e sarmati Iazigi (ad occidente), venendo le une a contatto con le altre, ma permise di rafforzare le frontiere del medio-basso corso del Danubio con il ritiro di due intere legioni (legio V Macedonica e legio XIII Gemina, posizionate ora a Ratiaria ed Oescus) ed un consistente numero di unità ausiliarie, per un totale complessivo di oltre 45 000 armati.